# Велье (озеро, Новополоцк)
Ве́лье (устар. Баравуха; бел. Велле) — бессточное озеро на территории города Новополоцк в Витебской области Республики Беларусь. Относится к бассейну Западной Двины.
Озеро располагается на высоте 141,3 м над уровнем моря в микрорайоне Боровуха на севере Новополоцка. Котловина овальной формы, вытянута с северо-запада на юго-восток, склоны лесистые. Площадь озера составляет 90 га. Длина — 1,7 км, наибольшая ширина — 0,75 км. Береговая линия извилистая, длиной 5,25 км. Максимальная глубина — 15,1 м. Берега низкие, песчаные, с зарослями кустарников, местами заболочены. Площадь водосборного бассейна — 4,2 км².